# Centralny Ośrodek Szkolenia Partyjnego
Centralny Ośrodek Szkolenia Partyjnego – ośrodek przy Komitecie Centralnym PZPR, działający od listopada 1949 do 2 listopada 1955. Zajmował się szkoleniem członków PZPR i organizowaniem kursów dla członków partii.  
Jego kierownikiem (na etacie zastępcy kierownika wydziału KC) była od 1 lutego 1953 do 5 sierpnia 1955 Teodora Feder.

## Siedziba
Mieścił się w warszawskich Łazienkach, następnie w Pałacyku Cukrowników z 1877/1926 przy ul. Mokotowskiej 25 (1954-1955).